# Oisy-le-Verger Communal Cemetery
Oisy-le-Verger Communal Cemetery is een begraafplaats gelegen in de Franse plaats Oisy-le-Verger (Pas-de-Calais). De militaire graven worden onderhouden door de Commonwealth War Graves Commission.
De begraafplaats telt 4 geïdentificeerde Gemenebest graven uit de Tweede Wereldoorlog.